# 白いHeLLO gOOdbye
「白いHeLLO gOOdbye」（しろいハロー・グッバイ）は、矢口真里のシングル。2019年2月13日にUP-FRONT WORKSから配信された。

## 概要
AbemaTV『矢口真里の火曜TheNIGHT』発のシングル。
2018年10月3日の番組内で、MCの矢口真里が大森靖子に楽曲提供を要請し、それを大森靖子が快諾したことから実現した。
元々は「やぐフェス2018〜黒と白の交わる場所〜」で披露するだけの予定であったが、好評のため配信が決定した。
作詞作曲は大森靖子。編曲は大久保薫。

## 収録内容
| #  | タイトル              | 作詞     | 作曲     | 編曲     |
| -- | --------------------- | -------- | -------- | -------- |
| 1. | 「白いHeLLO gOOdbye」 | 大森靖子 | 大森靖子 | 大久保薫 |